# Сис, Ференц
Ференц Сис (венг. Szisz Ferenc; 20 сентября 1873, Сегхалом, Австро-Венгрия — 21 февраля 1944, Оффаржи, Франция) — венгерский и французский автогонщик и инженер, победитель Гран-при Франции 1906 года — первого Гран-при по автогонкам в истории.

## Карьера
Ференц Сис родился в 1873 году в маленьком городе Сегхалом в комитате Бекеш, расположенном в венгерской части Австро-Венгрии. Сис прошёл подготовку слесаря, но после 20 лет, когда начался рост распространения автомобилей, он не смог остаться к этому равнодушным и начал изучать инженерное дело. После времени, потраченного в нескольких австрийских и немецких городах, весной 1900 года Сис оказался в Париже, где он начал работать в новой автомобильной компании Renault.
Инженерный талант Сиса сделал его в Renault неотъемлемой частью отдела испытаний. Когда компания начала участвовать в гонках в 1902 году, он был выбран борт-механиком для Луи Рено. После гибели Марселя Рено в гонке Париж — Мадрид в 1903 году Ференц Сис стал гонщиком. В 1905 году он финишировал 5-м в гонке на выбывание на Кубок Гордона Беннета в Клермон-Ферране. В октябре того же года наряду с другими французскими и итальянскими автопроизводителями Renault отправил свою команду в США для участия в Кубке Вандербильта в Лонг-Айленде (штат Нью-Йорк). Сис финишировал 5-м.
Основные обязанности Сиса как руководителя отдела испытаний Renault ограничивали число гонок, в которых он мог принимать участие.
Однако в 1906 году он вошёл в историю спорта, выиграв вместе со своим брот-механиком М. Марто Гран-при Франции в Ле-Мане — первый Гран-при по автогонкам в истории. Он пилотировал автомобиль Renault Grand Prix 90CV со средней скоростью 62,9 миль/ч. Коммерческий успех гонки привёл к тому, что вскоре появилось множество других гонок Гран-при во многих странах Европы. Возможно, что в 1908 году (по другим сведениям в 1912 году) Renault, на котором Сис одержал свою победу, был куплен российским автогонщиком Василием Солдатенковым, который в 1912 году установил на нём абсолютный российский рекорд скорости.
В следующем году итальянец Феличе Наваццо, который в 1906 году в Ле-Мане финишировал 2-м вслед за Сисем, одержал победу во 2-м Гран-при Франции. Сис участвовал в Гран-при Франции 1908 года, но не финишировал. Также он не добрался до финиша в том же году и на Американском Гран-при в Саванне (штат Джорджия), организованном Автомобильным клубом Америки.
В 1909 году Сис покинул компанию Рено и открыл собственную автомастерскую в Нёйи-сюр-Сен. В июле 1914 года Фернанд Шаррон уговорил Сиса, завершившего гоночную карьеру, выйти на старт Гран-при Франции в Лионе за рулём автомобиля Alda. Гонку выиграл Кристиан Лаутеншлегер на Mercedes. Ференц Сис был удостоен почётной возможности выступить на автомобиле с бортовым номером «1». В этом Гран-при Сис не финишировал.
Начало Первой мировой войны положило конец европейским автогонкам в сентябре 1914 года. Ференц Сис примкнул к французской армии и стал главой транспортных войск в Алжире. Эту должность он занимал до того, как не был госпитализирован с брюшным тифом. С конца войны и до выхода на пенсию Сис работал в самолётостроительной компании.
Ференц Сис умер 21 февраля 1944 года. Он и его жена похоронены на кладбище в Аффаржис (Франция).

## Память

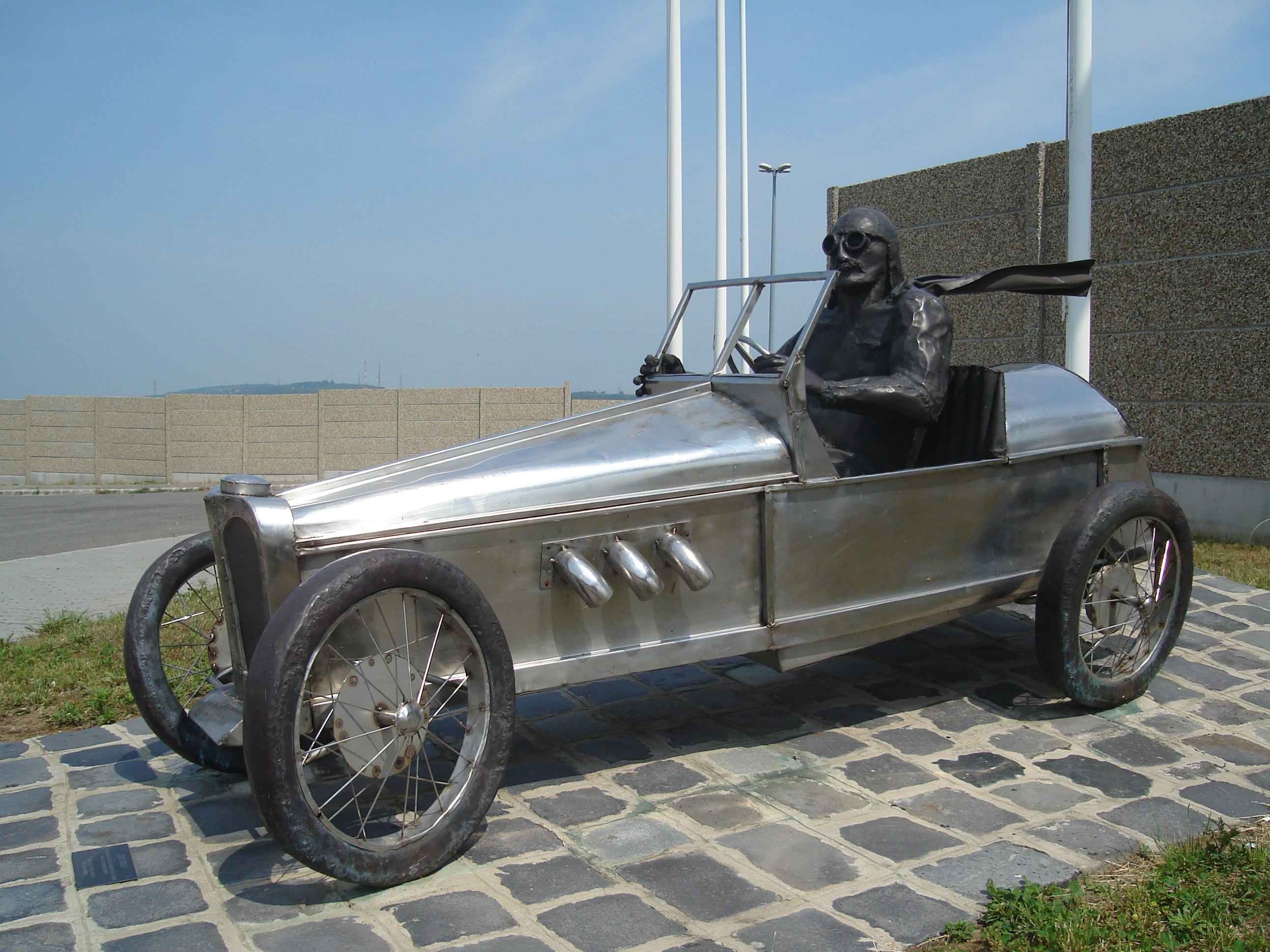
Памятник Ференцу Сису на автодроме Хунгароринг.

В 50-е гг. в Венгрии объявился человек, выдававший себя за Ференца Сиса, умершего в 1944 году.
В честь спортивных и инженерных заслуг венгра создан Музей Сиса, который является частью Музея Рено и расположен возле гоночной трассы в Ле-Мане.
В Венгрии на автодроме Хунгароринг Ференцу Сису открыт памятник на Аллее чемпионов.
Память о победе Ференца Сиса на Гран-при Франции 1906 года увековечена на почтовой марке (Дата выпуска: 09.05.06, Mi #: 5101, St #: HU06/auto 1), выпущенной в Венгрии в 2006 году в честь столетия этого события.